# Довгань, Виталий Алексеевич
Вита́лий Алексе́евич До́вгань (13 апреля 1942 — 20 марта 2015) — советский и российский артист цирка и телевидения, режиссёр, педагог, заслуженный артист Российской Федерации (1994). Наиболее известен как исполнитель роли клоуна Клёпы в детской телепередаче «АБВГДейка».

## Биография
Родился в Москве. Ребёнком в годы войны и в подростковом возрасте жил у родственников по материнской линии в Нижнем Тагиле.
В молодости руководил джазовым оркестром, играл на таких музыкальных инструментах как саксофон, кларнет, аккордеон и фортепиано.
В 1963 году поступил в Государственное училище циркового и эстрадного искусства, которое с отличием окончил в 1967 году. С ним на одном курсе учились ставшие народными артистами Людмила Шевченко, Владимир Шевченко, Евгений Биляуэр, Вячеслав Черниевский.
С 1967 года на протяжении десяти лет работал в Московском цирке в жанре клоунады в составе трио музыкальных эксцентриков «Толдоновы» (руководитель коллектива — однокурсник Довганя Пётр Толдонов), в котором клоуны исполняли роли русских скоморохов. Наиболее известен музыкально-эксцентрический номер «Русский сувенир» (педагог-режиссёр В. Д. Шпак), в котором «скоморохи» играли на русских народных музыкальных инструментах — гармошках, ложках, жалейках и балалайках. У каждого из них был свой «коронный» эпизод. Так, Виталий Довгань, играя на ложках и выполняя темповые кульбиты, выступал в образе хитроватого русского умельца, у которого в руках всё звенит и играет.
В 1969 году вместе с Ленинградским мюзик-холлом «Толдоновы» выступали в театре «Олимпия» в Париже, в 1971 году в Канаде, а в 1973 году в США.
В 1976 году трио «Толдоновы» вошло в состав коллектива «Русские самоцветы» в качестве ковёрных клоунов (наиболее известны их репризы: «Иллюзионное танго» и «Хочу жениться», а также оригинальные интерпретации классических клоунад: «Пчёлка», «Яблоко», «Дирижёр», «Свистки» и др.).
С 1978 по 1986 год снимался в детской телевизионной передаче «АБВГДейка», где создал свой образ непослушного и неунывающего клоуна Клёпы, принесший ему всесоюзную известность. С таким же именем в семье В. Довганя уже жил котёнок — Клёпа или Клёпочка. С образом Клепы В. Довгань выступал, и для него писал репризы, до конца своей жизни.
В 1988 году исполнял роль Карабаса-Барабаса, похищающего слонёнка, в детском спектакле «Волшебный слонёнок» Театра зверей имени В. Л. Дурова.
С 1977 года начал заниматься режиссёрской работой во Всесоюзной дирекции по подготовке новых цирковых номеров, аттракционов и программ (Центр циркового искусства). В 1980 году окончил режиссёрский факультет ГИТИСа.
Под началом Довганя родились такие клоунские имена, как Василий Трофимов (соло-клоун), Андрей Шарнин и Николай Кормильцев (клоуны Мик и Мак), Александр Сарнацкий и Лада Сарнацкая (клоуны Домино и Долли), В. Семёнов (клоун «Петрушка», акробат, эксцентрик), А. Пеняев, Марина Маяцкая и Николай Понукалин (клоуны Плюс и Минус), Юрий Терёшкин и Анатолий Голота (клоуны «Терёшкин и Голота») и др.
Много лет сотрудничал с Театром на Юго-Западе, как актёр и постановщик цирковых и клоунских трюков («Аккордеоны», «Все бегут, летят и скачут…»).
1 декабря 1994 года Указом президента России Виталию Алексеевичу Довганю — режиссёру-постановщику Центра циркового искусства было присвоено звание «Заслуженный артист Российской Федерации».
Скончался 20 марта 2015 года. Прах захоронен на Ново-Деревенском кладбище в семейной могиле Спасоломских (уч. 1).
Сестра — Спасоломская Татьяна Николаевна (р. 1950), театральный художник, живописец, в качестве постановщика и художника по костюмам оформила более 120 постановок в драматических и музыкальных театрах России, бывших республик СССР, а также за рубежом (Франция).

## Режиссёрские работы
Виталий Довгань был режиссёром-постановщиком большого количества цирковых номеров. Наиболее известны:
- 1977 — акробатическая экцсентрика «А ну-ка, дедушки» (артисты Васечкины)[7].
- 1978 — акробатический номер «Игра с колпачками» группы жонглёров «Инякины» (Светлана Инякина, Сергей Авдеев, Андрей Дмитриев, Анатолий Пелешак)[14][15].
- 1988 — номера клоунского дуэта «Мик и Мак» (Андрей Шарнин и Николай Кормильцев) новосибирского цирка[16][17].
- 1991 — цирковой номер «Домино» клоунского дуэта «Долли и Домино» (Александр Сарнацкий и Лада Сарнацкая)[18].
- номера буффонадных клоунов «Плюс и Минус» (Марина Маяцкая и Николай Понукалин)[1][19].
- номера студии клоунады «Апельсин»[1].

## Награды и премии
- Заслуженный артист Российской Федерации (1 декабря 1994) — за заслуги в области циркового искусства и многолетнюю работу в Государственной компании «Российский цирк»
- Лауреат Конкурса клоунады и эксцентрики им. Л. Енгибарова (1993, 1995)[7].
- Лауреат Всероссийского конкурса сценаристов для цирка[8].

## Семейная жизнь
Был женат несколько раз. Двое детей: дочь Любовь Довгань (1969 г.р.) и сын Виталий Довгань (1986 г.р.).